# De stopnaald
De stopnaald is een hoorspel van Ludvík Aškenazy. Die Stecknadel werd op 8 december 1971 door de Süddeutscher Rundfunk uitgezonden. C. Denoyer vertaalde het en de VARA zond het uit op woensdag 3 oktober 1973 (met een herhaling op woensdag 7 juli 1976). De regisseur was Ad Löbler. De uitzending duurde 31 minuten.

## Rolbezetting
- Paul van der Lek (Kadlec)
- Elisabeth Versluys (het meisje)

## Inhoud
Dit hoorspel handelt over een mens, Frantisek Kadlec, die ooit naar Amerika emigreerde, daar tot welstand kwam en naar zijn vaderland is teruggekeerd. Op een snikhete zomermiddag sterft hij bijna van de dorst en wordt hij door een barmeisje afgezet. Als hij merkt wie dat meisje is, is hij sprakeloos. Aan dat reeds sterk gealcoholiseerd inzicht gaan veelbelovende aanzeggingen vooraf, die in hun overduidelijkheid hoogst achterbaks blijken te zijn…